# Lahat
Lahat är en ort i Indonesien.   Den är huvudort i Kabupaten Lahat och ligger i provinsen Sumatera Selatan, i den västra delen av landet, 500 km nordväst om huvudstaden Jakarta. Lahat ligger 115 meter över havet och antalet invånare är 65 906.
Terrängen runt Lahat är platt åt nordost, men åt sydväst är den kuperad. Runt Lahat är det ganska tätbefolkat, med 72 invånare per kvadratkilometer. Det finns inga andra samhällen i närheten. I omgivningarna runt Lahat växer i huvudsak städsegrön lövskog.